# Чудь
Чудь — назва племен, землі яких межували з територіями, які входили до складу Московії. Згадки про чудь зустрічаються в літописах. На думку різних дослідників чуддю називали угро-фінські племена.

## Етимологія
Народна версія походження слова «чудь» полягає в тому, що мова чуді була незрозумілою, «чудною». Проте у ряді фіно-угорських мов схожим словом називають міфологічного персонажа (див. нижче). У спеціальних етимологічних роботах передбачається, що спочатку цим словом позначали східних германців, можливо, готів. Ймовірне джерело — готське слово þiuda «народ», що має праіндоєвропейське походження. Одного кореня з "чудь " прикметник «чужий».

## Історичні згадки
Залежно від контексту під «чуддю» давньоруські літописні джерела, очевидно, розуміють різні фінно-угорські народи: У «Повісті временних літ» (859 рік), літописець повідомляє, що «варяги з замору обклали даниною чудь, ільменських словен, мерю і кривичів, а хазари-полян, сіверян, в'ятичів»; тут проводиться різниця між мерею і чуддю. У XIX столітті істориком С. М. Соловйовим на IV археологічному з'їзді було висловлено припущення, що чуддю, про яку згадує «Повість временних літ» в оповіданні про покликання Рюрика, слід вважати водь — мешканців Водської п'ятини Землі Новгородської, нащадки яких проживали в той час в Нарвському повіті, їх тоді в побуті називали чуддю.
У повідомленні за 882 рік, коли Олег «вирушив у похід і взяв з собою багато воїнів: варягів, ільменських словен, кривичів, весь, чудь і прийшов до Смоленська і взяв місто», поряд з чуддю згадується і весь. Хоча літописець не ототожнює весь з чуддю, вепси офіційно іменувалися в Російській імперії «чуддю» до самого 1917.
У 1030 році Ярослав Мудрий почав похід на чудь («і переміг їх, і поставив місто Юр'їв»). Як можна зрозуміти з географічного контексту, під «чуддю» тут маються на увазі ести. У більш пізніх повідомленнях літописів ести і сету завжди називаються чуддю, причому останні відомі з уточненням «чудь псковська». З літописних джерел відомо, що знатні представники чуді жили в Новгороді (Чудінцева вулиця) та Києві (двір Чудин, куди переселив «найкращих мужів» з кривичів, в'ятичів, новгородців і чуді в 982 році Володимир Святославич) .
Починаючи з XIII століття, крім естів, «чуддю» називають також і інші споріднені їм прибалтійсько-фінські народності, які жили в межах Новгородської республіки, — не тільки весь і водь, але також Іжору і корелу, а в Заволоччі також чудь Заволоцька. Припускають, що остання являє собою не просто ім'я предків народу комі, але збірна назва для кількох різних племен. З XV століття в обіг увійшло позначення цих народів — фіни.

## Сучасність
В удмуртів є родові найменування Чудья (Шудья), Чудна; частина комі називали так своїх ще нехрещених предків.
У 2002 році чудь внесена як самостійна національність під кодом № 351 в «Перелік національностей і мов РФ». Більшість з людей, що відносять себе до цієї національності, проживають в Пінезькому районі Архангельської області, ймовірно — самоназва малих груп фіно-угорського населення Архангельської області, що з'явилася в ХХ столітті.
Від етноніму утворені назви численних населених пунктів, включаючи місто Чудово, а також ряд гідронімів, Чудське озеро і, можливо, річка Чуть.
|  | Славяне и Чудь по нашим, Сарматы и Скифы по внєшнимъ писателям, были древніе обитатели въ Россіи. Единородство Славянъ с Сарматами, Чуди со Скифами для многих ясных доказательствъ неоспоримо. Народъ Славенской, усилясь, притєснилъ Чудь къ сторонамъ восточнымъ и сєвернымъ, и часть оныя присовокупилъ въ свое соединеніе. Потомъ Варяги жившіе по берегамъ балтійскаго моря, которые именовались Россы, Готы, Норманы, Свія, Ингряне, имєя со Славянами частыя войны, купечества, и путешествуя въ Грецію чрезъ здєшнія земли, на многихъ мєстахъ поселились |

## Фольклор
Іноді «чуддю» називають міфологічний персонаж («чудь білоока»), близький за значенням до європейських ельфів і гномів (зустрічається у фольклорі комі і саамів). Схожі легенди відомі в Сибіру у сибірських татар і мансі про сибирів, у алтайців — про бурутів, у ненців — про сіхіртя.
За іншими відомостями Чудь білоока зображається як дикий народ («білоокі племена»), який жив грабіжництвом, іноді як велетні (на місці битв з Чуддю знаходять величезні кістки) і людоїди. В одній з билин «білоока Чудь» осаджує Єрусалим при царі Соломоні. Ховаючись від переслідування, Чудь живе в ямах в лісі (зникає в ямах), ховає там свої скарби (клади), які неможливо добути, оскільки вони «закляті» Чуддю. Земляні горби і кургани називаються «Чудськими могилами».